# NGC 4372
NGC 4372 је збијено звездано јато у сазвежђу Мува које се налази на NGC листи објеката дубоког неба.
Деклинација објекта је - 72° 39' 31" а ректасцензија 12h 25m 45,4s. Привидна величина (магнитуда) објекта NGC 4372 износи 7,2. NGC 4372 је још познат и под ознакама GCL 19, ESO 64-SC6.